# リガ・ミリティア
リガ・ミリティア (League Militaire: L.M) は、アニメ『機動戦士Vガンダム』に登場する、架空のレジスタンス組織。「神聖軍事同盟」といった意味を持つ。
ただし直訳すれば、ただ単に「軍事同盟 (Military League)」である。

## 概要
宇宙世紀0139年に民間ネットワーク内で神聖同盟構想が持ち上がり、0148年にはリガ・ミリティア(神聖軍事同盟)は実戦的な組織として再結成された。0149年のザンスカール帝国建国宣言と同年、リガ・ミリティアはモビルスーツ独自開発計画「V（ヴィクトリー）プロジェクト」を発動、0150年代に入ってから活発化したザンスカールの地球侵攻とギロチン制裁に対して抵抗すべく、そしてそれらに対する行動が鈍い「地球連邦軍に活を入れるため」各地で武力行使による抵抗運動（ゲリラ活動）を始めていく。
組織構成は、ハンゲルグ・エヴィンをはじめとした「ジン・ジャハナム」と呼ばれるリーダー的存在を頂点に置き、背景にはかなり大きな資本や政治勢力が存在したといわれる。
基本的に内部では抵抗運動を行っているため、味方といえども個人情報が隠されている事が多い。例えばウッソ・エヴィンの父、ハンゲルグ・エヴィンがジン・ジャハナムであることはウッソも知らず、ハンゲルグも自分の息子が組織に加わっていた事は知らなかった。
アニメ登場初期はベスパの侵攻に対して後手後手に回り苦戦を強いられた。しかし、徐々に戦力を増強し、地球連邦軍の協力を取り付けていき、最終的には当時連邦軍最強艦隊であるムバラク艦隊と合流することに成功。エンジェル・ハイロゥ攻防戦でザンスカール帝国軍を打ち破ることに成功する。

## ジン・ジャハナム
ジン・ジャハナム (Gin Gehennam) は、リガ・ミリティアの指導者的立場にいる複数の人間が使用している名称。
「ジン」はアラブでの精霊や魔人の総称の意味を持つ。「ジャハナム」は魔界の意味とされており、イスラム教の地獄ジャハンナムのことと推測される。この名前を自らに付けたのは現実を直視したときの彼等の覚悟だといわれている。
また、複数人が同じ名前を使う事で真の指導者の所在等をわかりづらくさせる目論見があり、10〜20人はいるとされる。
劇中では、リーンホースJr.に乗っているジン・ジャハナムを名乗る人物と、ハンゲルグ・エヴィンの2名が、ジン・ジャハナムとして登場している。リガ・ミリティアのリーダーである「真なるジン・ジャハナム」はハンゲルグ・エヴィンであり、リーンホースJr.に乗っているのは影武者である。彼は臆病かつ狡猾で身勝手な面が多々見受けられ、「置物のタヌキ」とまで呼ばれる始末であった。最終決戦では、「そろそろ覚悟を決めるときだな」と腹をくくり、それを聞いたロベルト・ゴメスの「若者全員を退艦させ、自身を含む老人達のみでリーンホースJr.を特攻させる」という案を承諾。この時影武者ジン・ジャハナムは、「ここで戦死すればジン・ジャハナムは自身の名として語り継がれる」と語った。
漫画『機動戦士クロスボーン・ガンダム ゴースト』にもジン・ジャハナムを名乗る人物が登場し、クロスボーン・バンガードと共闘関係にあったリア・シュラク隊を通じて、リーダーのカーティス・ロスコと交渉し、同盟を持ち掛けるが、組織の目的が宇宙細菌エンジェル・コールへの対応を目的としていたため、余計な戦闘は避けたいカーティスから共闘を断われるが、代わりに共闘はしないが、敵対行為をとらない限り、互いに攻撃しないという案を提示され協定を結ぶ。なお、作中ではこの人物が「真なるジン・ジャハナム」であるハンゲルグ・エヴィンであるかどうかは明言されていないが、交渉したカーティスは本物だと確信している。

## MSの独自開発
民間ネットワークを起源としたリガ・ミリティアは連邦政府に対し、ザンスカール帝国に対抗するように働きかけていた。しかし、宇宙戦国時代には連邦政府は往時の力を失っていたため、正面切っての戦闘を避けていた。
リガ・ミリティアは連邦政府のこの動きをある程度予想しており、当面の連邦軍の戦力が当てにならないと見て、独自の対抗手段を模索する。しかし、MSなどの調達にあたり正規軍ではないことが災いし、各企業が表立って支援を行うことはなかった。

### Vプロジェクトの発動
そこで、ザンスカールの地球侵攻が本格化する以前に、独自の対抗手段としてMS開発計画を立案し実行に移す。開発計画は抵抗運動の象徴を願い、「V（ヴィクトリー）プロジェクト」と名づけられた。月面にて基本型MSである「ガンイージ」を開発後、ゲリラ構想に基づいてマルチプルMSを計画し、往年のガンダムタイプを模したMS「ヴィクトリーガンダム」を抵抗運動のシンボルとして開発することになる。
開発にはアナハイム・エレクトロニクスやサナリィ出身の技術者が関わっているといわれており、これらは民間で開発された機体ながら、その性能は当時の連邦軍機の水準を大きく上回る高い性能を誇っていた。

## 代表的な所属部隊
カミオン隊
Vガンダムの運用テストと開発支援を行っていた。またヨーロッパ地区に降下したザンスカールの「ベスパ」に対し、最前線で阻止を行っていた。その後戦局が宇宙に移るにあたり、主だったメンバーは全員がリーンホースの所属に移行した。
シュラク隊
リガ・ミリティア初の実戦部隊。戦力の中核として各地を転戦した。運用機はガンイージ、ガンブラスター、Vガンダムヘキサ。そのほとんどが女性パイロットで構成されているのが特徴。
隊そのものの戦闘力はかなり高い。しかし、劇中でも描かれているとおり消耗が非常に激しい部隊でもあり、第10話でメンバーが初登場の後、第11話で登場早々戦死者を出した。メンバー減少に伴い補充要員が送られたものの、そのメンバー達も最終決戦で全員がカテジナに撃墜され戦死し、全滅するという悲惨な末路を辿っている。
漫画版では、第3章で登場するも、第4章でメンバーの半数が戦死。生存者も第7章以降は登場しなくなり（なお、霊体としては数名が第10章で再登場）、欠員の補充も行われなかった。なお、一部メンバーは描かれていない場面で戦死した扱いになっている。
ホワイトアーク隊
リガ・ミリティアの遊撃部隊。主力艦隊の別働隊として各地を転戦した。運用艦艇はホワイトアーク、運用機はV2ガンダム、Vガンダムヘキサ（後にVガンダムに換装）、ガンブラスター2機で、エンジェル・ハイロゥ決戦後まで全滅を免れた数少ない部隊である。シュラク隊の一部メンバーを加えた「マーベット隊」として出撃したこともあった。隊長のマーベットを除いて10代の少年パイロットで構成されており、彼女を除いたメンバーを「少年隊」と呼ぶこともあった。
バグレ隊
リガ・ミリティアに協力していた連邦軍部隊。運用艦艇はクラップ級、サラミス級。艦載機としてジャベリンを搭載。地球軌道上でカイラスギリー艦隊に対して抵抗を続けていたが、戦力差により壊滅、残存部隊はリガ・ミリティアに合流した。シュラク隊のユカが所属していた。
ブラボー隊
リガ・ミリティアに協力していた連邦軍部隊。運用機はジャベリン。ザンスカール本国空襲作戦などに参加した。
ブルーバード隊
アフリカ戦線に展開していたベスパに対抗していた部隊。独自改修型である、ブルー塗装のガンイージを使用していた。
ザグレン隊
ティルコッド隊
リガ・ミリティアに協力していた連邦軍部隊。対艦用装備を施した専用のジャベリンを運用。
リア・シュラク隊
黒色のVガンダム（ヘキサタイプ1機、ビクトリータイプ2機）と、ジャベリンを運用。月面でのザンスカールとサーカスの会議を襲撃するが、サーカスの一騎当千機の圧倒的な攻撃によりジャベリン27機が全滅、Vガンダムも銀色のクロスボーン・ガンダムとザクIIの連携によりハンガーとブーツを破壊され戦闘不能に陥る。Vガンダムに搭乗し、生き残った3名の隊員は、蛇の足から共に戦う同志として受け入れられ、「エンジェル・コール」を巡る戦いに赴いている。

## 代表的な所属兵器
リガ・ミリティア製MSの型式番号は従来の連邦軍のMSとは番号付与の体系が大きく異なっている。
- MSガンイージ (LM111 E02) の例

LM（リガ・ミリティア所属）1（ユニット数=本体の分離パーツ構成の数）1（ジェネレータの数）1（主スラスターシステム数）E02（機体番号：E0=イージ0系2番目の機体、V0=ヴィクトリー0系の機体/ヴィクトリー、V1=ヴィクトリー1系の機体/セカンド・ヴィクトリー、V2=ヴィクトリー2系の機体/ヴィクトリー2）
- MS以外のサポートディバイス (SD-VB03A) の例

SD（サポートディバイス）-V（適合MSタイプ V=ヴィクトリー E=イージ）B（機種タイプ B=ブースター）03（分類表示）A（機種用途 A=アタック（攻撃用）他にも爆撃用、巡航用など）
基本的にリガ・ミリティアの生産装備は全てこの方式に則って番号が付与されている。
MS
- LM312V04 ヴィクトリーガンダム
- LM312V06 ヴィクトリーガンダムヘキサ
- LM312V04 + SD-VB03A Vダッシュガンダム
- LM314V21 V2ガンダム
- LM111E02 ガンイージ
- LM111E03 ガンブラスター
- RGM-122 ジャベリン
- RGM-119 ジェムズガン
- ZMT-S12G シャッコー（ベスパから強奪）

艦船・他
- リーンホース
- リーンホースJr.
- ホワイトアーク
- ガウンランド
- サラミス改
- 魚の骨
- カミオン / コア・ファイターキャリア

## 主要人物
- ウッソ・エヴィン
- ハンゲルグ・エヴィン
- ミューラ・ミゲル
- ジン・ジャハナム（影武者）
- オイ・ニュング
- オリファー・イノエ
- ジュンコ・ジェンコ
- マーベット・フィンガーハット